# MPL 85
Pour les articles homonymes, voir MPL.
Le MPL 85 (Métro Pneus Lyon 1985) est un métro sur pneumatiques automatique conçu par Alsthom (aujourd'hui Alstom) et Matra pour le fonctionnement automatique.
Ce matériel, depuis sa mise en service en 1991, circule sur la ligne D.
de nouvelle rames arriverons les MPL25 et MPL16 elle sont compatibles

## Histoire

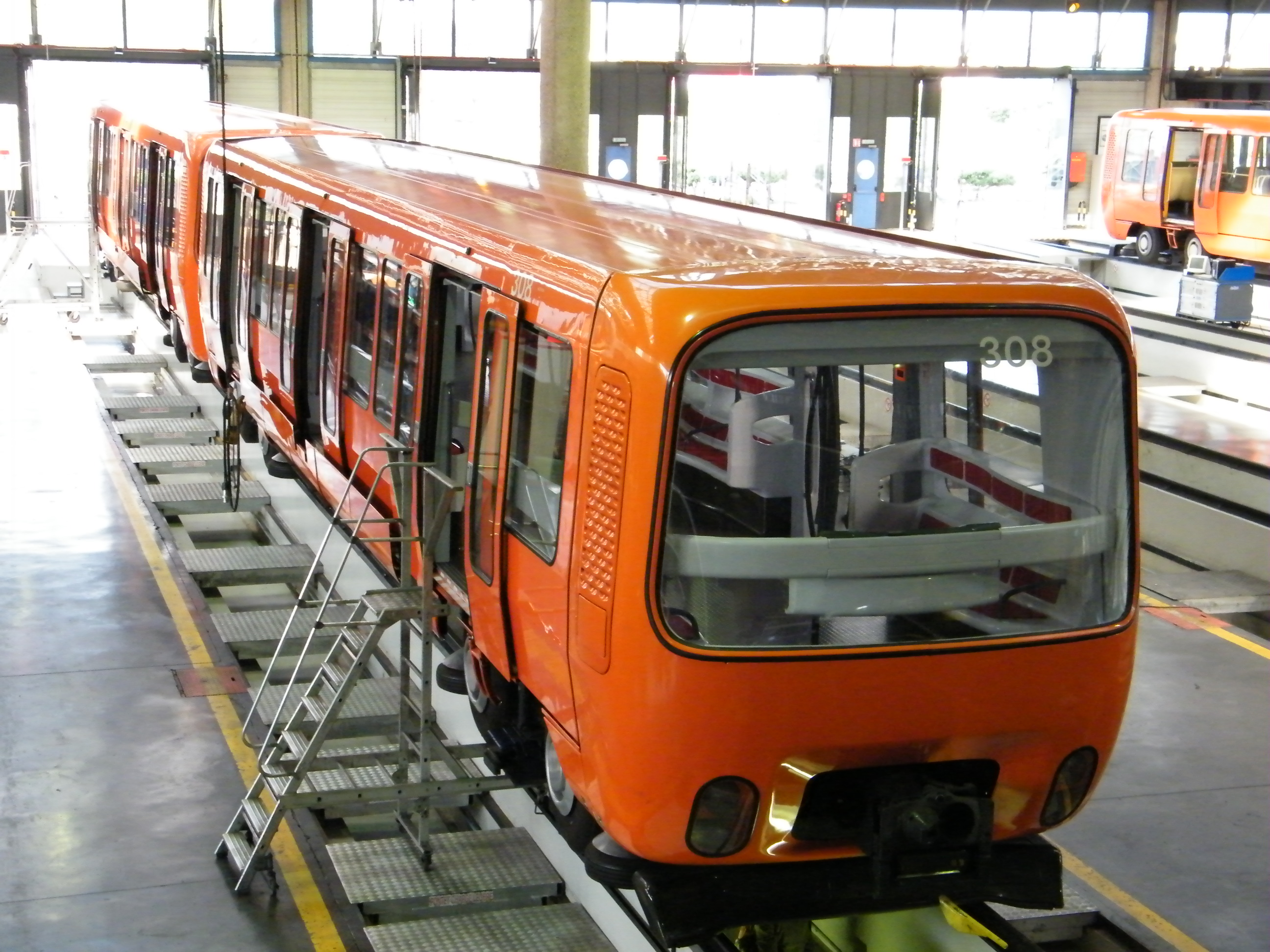
Rame MPL 85 (rénovée) aux ateliers du Thioley

Fabriqué à partir de 1985, il a été commandé par les TCL et livré à partir de 1988 ; 36 rames au total (de la motrice n°301 à 372) pour exploiter la ligne D du métro de Lyon.

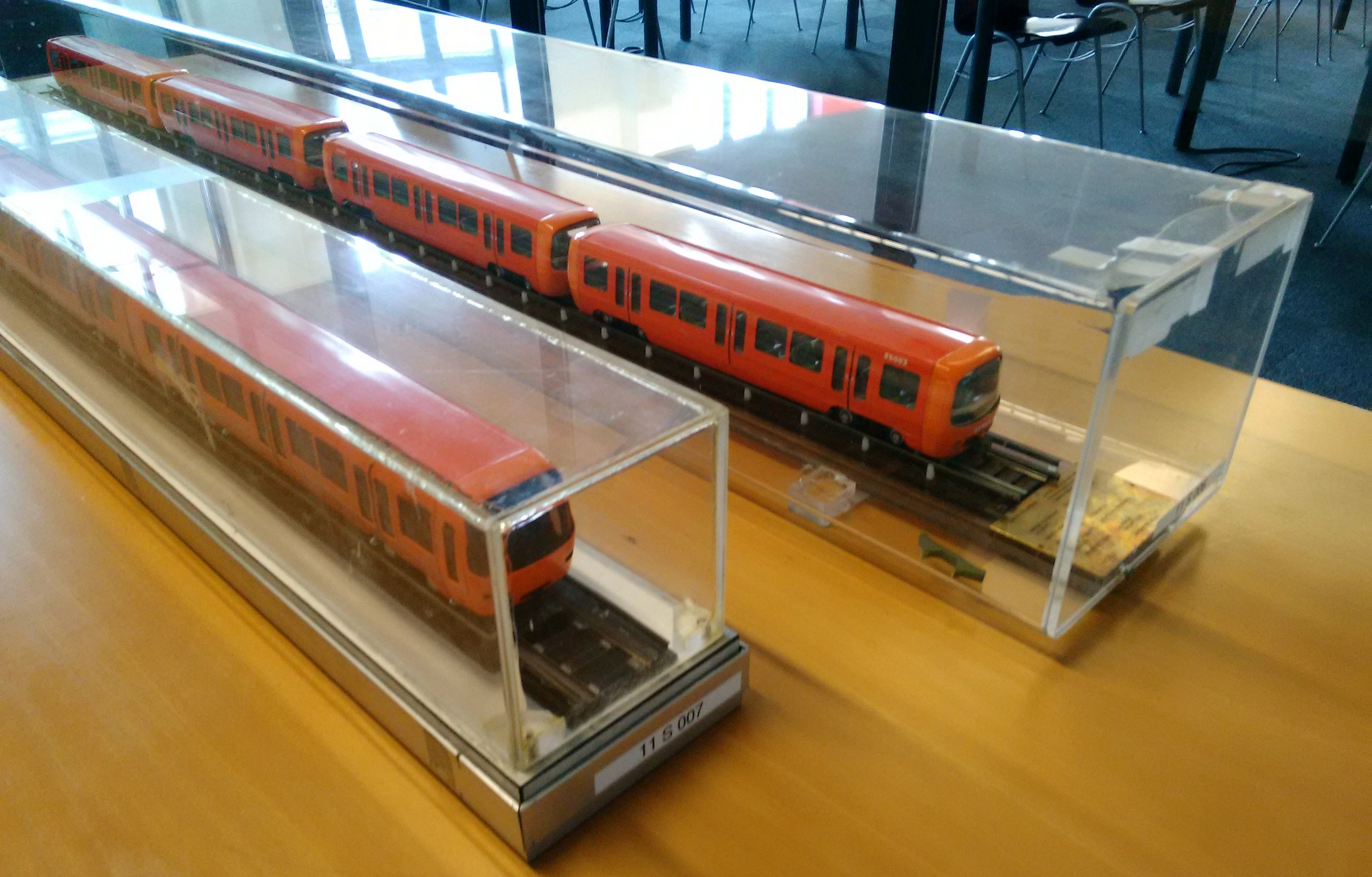
Maquettes des rames MPL 75 et MPL 85, conservées aux Archives municipales de Lyon
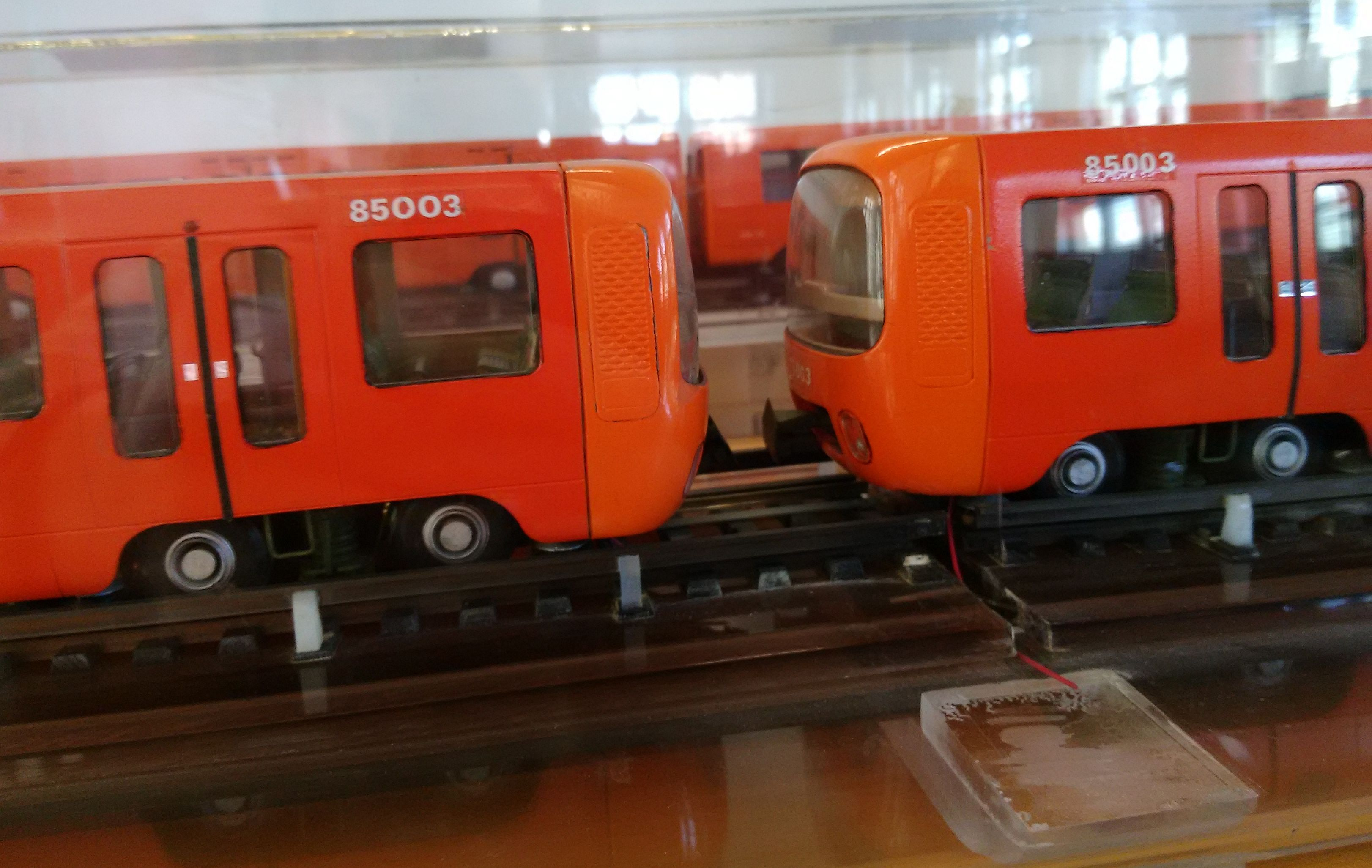
Maquettes des rames MPL 75 et MPL 85, conservées aux Archives municipales de Lyon
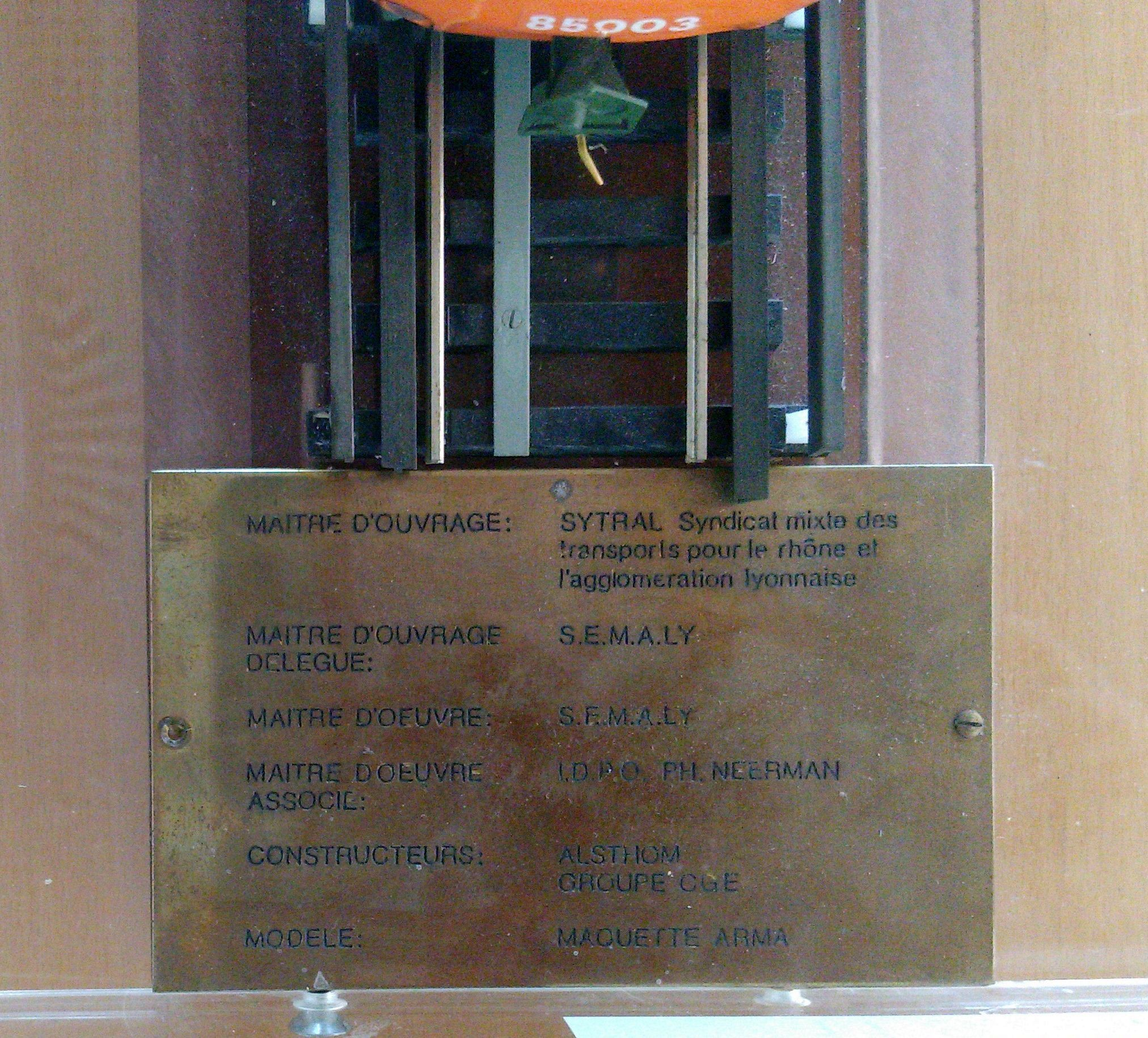
Maquettes des rames MPL 75 et MPL 85, conservées aux Archives municipales de Lyon

Les rames ont été réaménagées de fin 2008 à mi-2010 : le nouvel aménagement (sièges longitudinaux le long des cloisons et non latéraux par groupes de quatre places) permet un gain de place d'environ 15 %, indispensable en heures de pointes.
En septembre 2014, le Sytral confie le marché de la révision générale complète des 36 rames MPL 85 à l'entreprise espagnole CAF. La révision comprend la rénovation des équipements électriques et mécaniques hors bogies, ainsi que la rénovation des caisses. La révision doit durer jusqu'en 2018 selon CAF.
La révision générale des bogies est quant à elle effectuée par Keolis Lyon dans le cadre du contrat de délégation de service public.
De 2015 à 2018, les rames ont été rénovées par les usines CAF de Bagnères-de-Bigorre. L'aménagement intérieur a été revu et la nouvelle livrée blanche et rouge a été appliquée à l'ensemble des véhicules[réf. nécessaire].
Les rames sont remisées et entretenues aux Ateliers du Thioley ou UTMD (Unité de Transport Métro D) situés rue des Frères Amadéo à Vénissieux.

## Caractéristiques techniques

### Motorisation
Chaque motrice possède 1 bogie moteur et 1 bogie porteur, ceux-ci comportent 2 essieux à roulement pneumatique mais sont équipés également de roues en acier. En cas de crevaison d'un pneumatique, l'essieu descend au contact du rail métallique, ce qui permet de continuer à faire rouler la rame pour l'évacuer de façon autonome vers l'atelier de maintenance.
Le moteur de traction à courant continu est alimenté par du 750 V continu, sa puissance est de 260 kW, il met le bogie en mouvement par un système de réducteurs, de ponts moteurs et d'accouplements.

### Alimentation
Le captage du courant (750 V continu par 3e rail) se fait par 2 frotteurs latéraux se trouvant sur le bogie moteur. 
Les auxiliaires de la rame nécessitent une alimentation spécifique autre que le 750 V continu. C'est un convertisseur statique de type onduleur qui alimente ces équipements et qui alimente un bloc batterie au plomb situé dans chacune des motrices.
C'est un compresseur à palettes qui fournit l’air comprimé nécessaire au fonctionnement de la rame.

### Freinage
Le freinage de la rame est assuré par deux systèmes :
- Freinage électrique : par récupération amorçable à partir de la tension de ligne 750 volts.
- Freinage à disques : des disques de freinage sont placés au nombre de deux par essieux sur les bogies. Des plaquettes viennent exercer une pression sur les disques afin d'obtenir le freinage des essieux, ainsi le système est utilisé pour le freinage d'urgence, de service et de parking. Les plaquettes sont maintenues serrées sur les disques par des ressorts, cela signifie que pour mettre l'essieu en mouvement il est nécessaire de desserrer les plaquettes. Le desserrage est assuré par un système de pression hydraulique. En service, les plaquettes sont maintenues desserrées par ce système. Le freinage d'urgence est provoqué par le pilotage automatique, par coupure de la boucle électrique parcourant toute la rame ou par un paramètre spécial (obstacle en contact avec le chasse-corps, objet sur la voie, excès de vitesse, …). Le freinage de parking est obtenu en vidangeant le circuit hydraulique, ainsi, les ressorts n'ont plus d'opposition et les plaquettes sont maintenues serrées sur les disques.

## Liste des MPL 85
Chaque rame est composée de 2 motrices numérotées impaires pour celles orientées vers la station Gare de Vénissieux (terminus est) et paire pour celle orientées vers la station Gare de Vaise (terminus ouest). Les deux numéros se suivent ainsi les 36 rames de la ligne D sont numérotées de 301/02 à 371/72. Une rame est longue de 36,1 mètres soit 17,93 mètres par motrice.

| Ordre de fabrication | Composition | Mise en service | Radiation | Ligne                   | Particularité |
| -------------------- | ----------- | --------------- | --------- | ----------------------- | ------------- |
| 1                    | 301-302     | Septembre 1991  | /         | Métro de Lyon · Ligne D |               |
| 2                    | 303-304     | Septembre 1991  | /         | Métro de Lyon · Ligne D |               |
| 3                    | 305-306     | Septembre 1991  | /         | Métro de Lyon · Ligne D |               |
| 4                    | 307-308     | Septembre 1991  | /         | Métro de Lyon · Ligne D |               |
| 5                    | 309-310     | Septembre 1991  | /         | Métro de Lyon · Ligne D |               |
| 6                    | 311-312     | Septembre 1991  | /         | Métro de Lyon · Ligne D |               |
| 7                    | 313-314     | Septembre 1991  | /         | Métro de Lyon · Ligne D |               |
| 8                    | 315-316     | Septembre 1991  | /         | Métro de Lyon · Ligne D |               |
| 9                    | 317-318     | Septembre 1991  | /         | Métro de Lyon · Ligne D |               |
| 10                   | 319-320     | Septembre 1991  | /         | Métro de Lyon · Ligne D |               |
| 11                   | 321-322     | Septembre 1991  | /         | Métro de Lyon · Ligne D |               |
| 12                   | 323-324     | Septembre 1991  | /         | Métro de Lyon · Ligne D |               |
| 13                   | 325-326     | Septembre 1991  | /         | Métro de Lyon · Ligne D |               |
| 14                   | 327-328     | Septembre 1991  | /         | Métro de Lyon · Ligne D |               |
| 15                   | 329-330     | Septembre 1991  | /         | Métro de Lyon · Ligne D |               |
| 16                   | 331-332     | Septembre 1991  | /         | Métro de Lyon · Ligne D |               |
| 17                   | 333-334     | Septembre 1991  | /         | Métro de Lyon · Ligne D |               |
| 18                   | 335-336     | Septembre 1991  | /         | Métro de Lyon · Ligne D |               |
| 19                   | 337-338     | Septembre 1991  | /         | Métro de Lyon · Ligne D |               |
| 20                   | 339-340     | Septembre 1991  | /         | Métro de Lyon · Ligne D |               |
| 21                   | 341-342     | Septembre 1991  | /         | Métro de Lyon · Ligne D |               |
| 22                   | 343-344     | Septembre 1991  | /         | Métro de Lyon · Ligne D |               |
| 23                   | 345-346     | Septembre 1991  | /         | Métro de Lyon · Ligne D |               |
| 24                   | 347-348     | Septembre 1991  | /         | Métro de Lyon · Ligne D |               |
| 25                   | 349-350     | Septembre 1991  | /         | Métro de Lyon · Ligne D |               |
| 26                   | 351-352     | Septembre 1991  | /         | Métro de Lyon · Ligne D |               |
| 27                   | 353-354     | Septembre 1991  | /         | Métro de Lyon · Ligne D |               |
| 28                   | 355-356     | Septembre 1991  | /         | Métro de Lyon · Ligne D |               |
| 29                   | 357-358     | Septembre 1991  | /         | Métro de Lyon · Ligne D |               |
| 30                   | 359-360     | Septembre 1991  | /         | Métro de Lyon · Ligne D |               |
| 31                   | 361-362     | Septembre 1991  | /         | Métro de Lyon · Ligne D |               |
| 32                   | 363-364     | Septembre 1991  | /         | Métro de Lyon · Ligne D |               |
| 33                   | 365-366     | Septembre 1991  | /         | Métro de Lyon · Ligne D |               |
| 34                   | 367-368     | Septembre 1991  | /         | Métro de Lyon · Ligne D |               |
| 35                   | 369-370     | Septembre 1991  | /         | Métro de Lyon · Ligne D |               |
| 36                   | 371-372     | Septembre 1991  | /         | Métro de Lyon · Ligne D |               |

## Conduite automatique

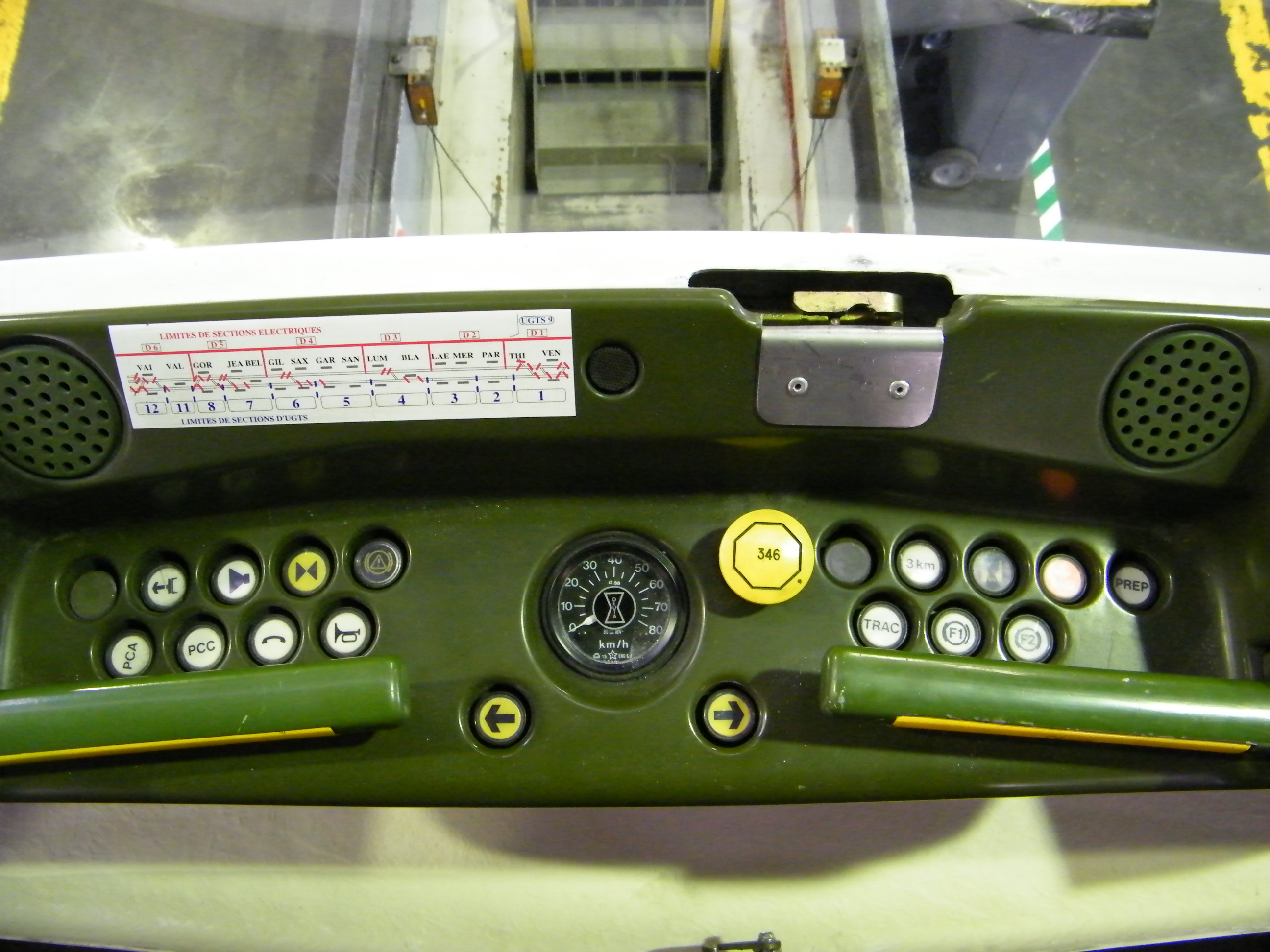
Pupitre de pilotage des rames MPL85. (Pour retard du pilotage Auto)

Les MPL 85 (parfois appelés sous leur nom de projet "MAGGALY" pour « Métro Automatique à Grand Gabarit de l'Agglomération Lyonnaise ») bénéficient d'un conduite automatique du type PA135, similaire à celui utilisé sur les rames VAL à Lille et à Toulouse.
La commande de traction et de freinage est assurée par le système de pilotage automatique. Ce système est redondant : il y a un système informatique par motrice, les deux systèmes fonctionnant simultanément, mais un seul calculateur agit sur le train à un instant donné. Pour qu'un ordre soit exécuté, les résultats des calculs fournis par les deux systèmes doivent être identiques. En cas de discordance, une alarme est envoyée au poste de contrôle qui décidera alors du basculement ou non vers le second calculateur. Le système gère la traction et le freinage de la rame, il adapte la vitesse en fonction de la charge et de la vitesse limite. Les portes, la ventilation, la sonorisation et les interphones sont commandés par ce même système. Les calculateurs du système informatique de contrôle/commande sont interconnectés par un réseau informatique de type TORNAD (TOken Ring Network Alsthom Device).
Chaque motrice dispose d'un pupitre de secours caché à chaque extrémité de la rame. Ces pupitres (verrouillés en temps normal) sont utilisés en cas de panne du système de pilotage automatique et pour déplacer les rames en atelier ou au dépôt.